# Konga TNT
Konga TNT é un film canadese del 2020 scritto, prodotto e diretto da Brett Kelly.